# 纳希采
纳希采（發音：[naʃitsɛ]）是克罗地亚奥西耶克-巴拉尼亚县的一个镇。